# الكسندر غولدستاين
الكسندر غولدستاين (بالروسية: Александр Гольдштейн)‏ هو صحفي وكاتب إستوني وإسرائيلي، ولد في 15 ديسمبر 1957 في تالين في إستونيا، وتوفي في 16 يوليو 2006 في تل أبيب في إسرائيل بسبب سرطان.